# 小辛恩河

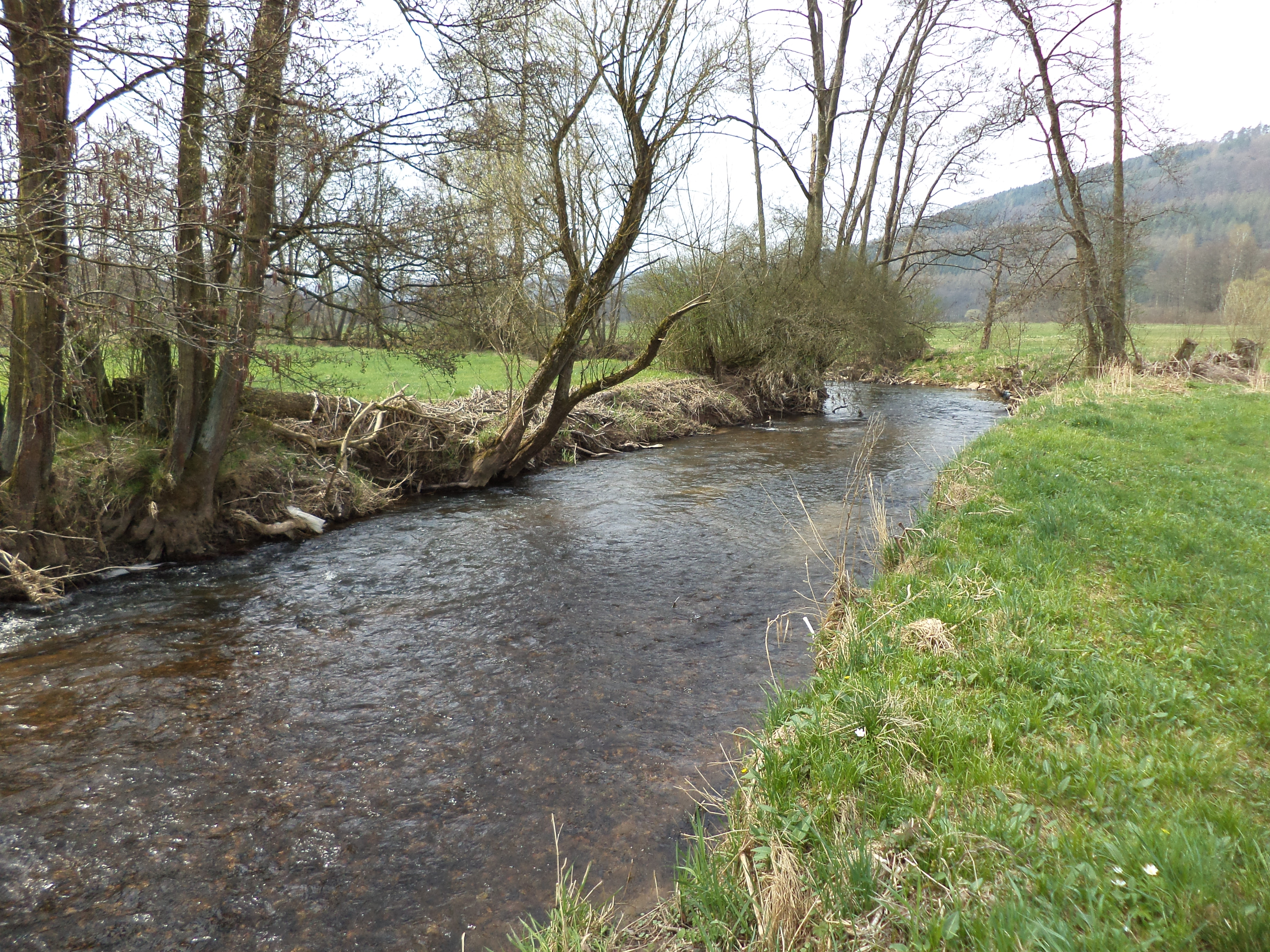

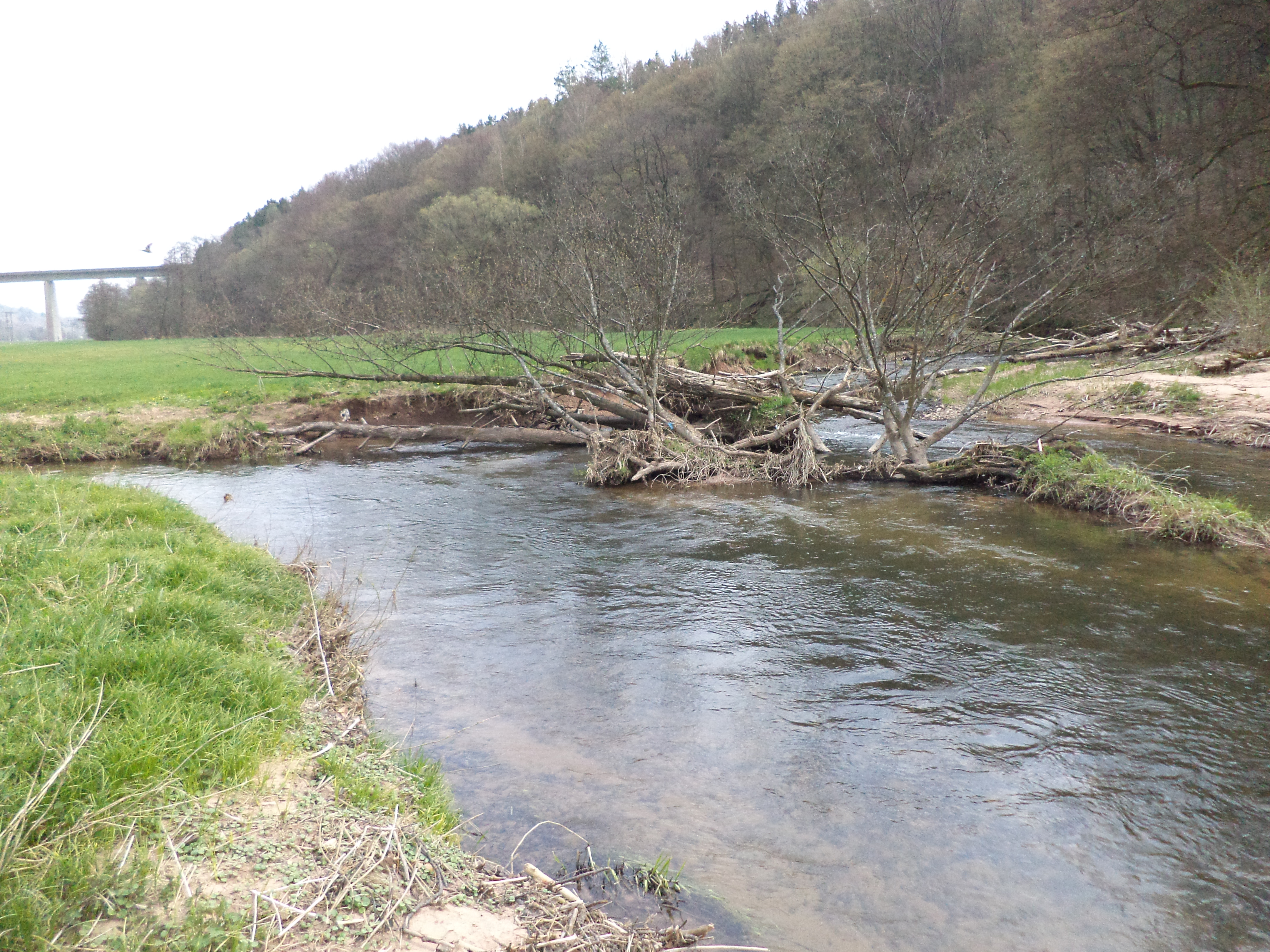

50°15′23.94″N 9°38′29.13″E / 50.2566500°N 9.6414250°E
小辛恩河（德語： [ˈʃmaːlə ˈzɪn]）是德國巴伐利亚州的河流，位於該國東南部，屬於辛恩河的右支流，河道全長27.6公里，流域面積103.6平方公里。